# سنجش انرژی خانگی
این مقاله در موردِ رتبه‌بندی‌های مصرف انرژی خانگی در ایالات متحده است. در مورد استرالیا، رجوع کنید به سنجش انرژی خانگی. در مورد بریتانیا، رجوع کنید به رتبه‌بندی ملی انرژی خانگی.
رتبه‌بندی انرژی خانگی، اندازه‌گیری بازده انرژی یک خانه است. در ایالات متحده، شبکه خدمات انرژی منازل مسکونی (RESNET) مسئولیت ایجاد و حفظ استانداردهای ملی سنجش انرژی خانگی در صنعت رهن RESNET و همچنین صدور گواهینامه و ضمانت کیفی در سازمان‌های ارائه‌دهنده RESNET را بر عهده دارد.
رتبه‌بندی انرژی خانگی را می‌توان برای خانه‌های موجود یا خانه‌های جدید بکار برد. رتبه‌بندی انرژی خانگی یک خانه امکان دریافت گزارش حاوی فهرست گزینه‌هایی برای ارتقای بهره‌وری انرژی یک خانه را برای صاحب‌خانه فراهم می‌کند. سپس صاحب‌خانه می‌تواند از این گزارش برای تعیین مؤثرترین شیوه ارتقای بهره‌وری انرژی خانه استفاده کند. رتبه‌بندی انرژی خانگی یک‌خانه جدید امکان مقایسه بهره‌وری انرژی خانه‌هایی که خریداران قصد خرید آن را دارند برای آن‌ها فراهم می‌کند.

## کاربرد
رتبه‌بندی انرژی خانگی را می‌توان برای ارزیابی بازده فعلی انرژی یک خانه یا برآورد بهره‌وری یک خانه در حال ساخت یا ترمیم بکار برد. رتبه‌بندی انرژی خانگی یک‌ خانه قبل از ساخت یا ترمیم «رتبه‌بندی برآوردشده» نامیده می‌شود. رتبه‌بندی انرژی خانگی که برای تعیین بهره‌وری فعلی یک‌خانه بکار می‌رود، «رتبه‌بندی تاییدشده» نامیده می‌شود. ارزیابی‌های انرژی شرایط مختلف آب و هوایی نقاط مختلف کشور را به حساب آورده و با توجه به متوسط مصرف انرژی خانگی مختص یک ناحیه اقلیمی معین محک می‌شوند.

## شاخص HERS و مقیاس‌های مرتبط
شاخص HERS RESNET

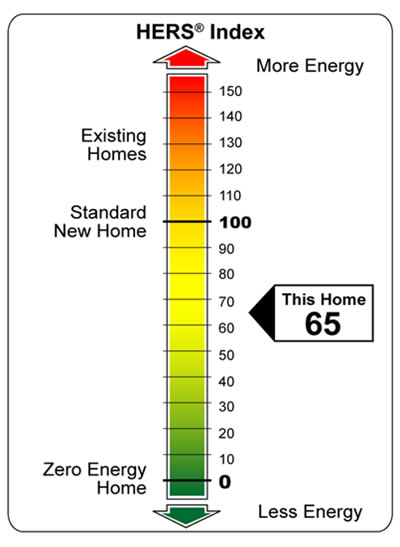

رتبه‌بندی‌ها یک شاخص نسبی برای مصرف انرژی ارائه می‌کند که شاخص HERS نامیده می‌شود. شاخص HERS 100 بیانگر مصرف انرژی «ساختمان استاندارد آمریکایی» بوده و شاخص ۰ (صفر) نشانگر آن است که ساختمان از هیچ انرژی خالص خریداری‌شده استفاده نمی‌کند (مصرف انرژی ساختمان صفر است). هر چه مقدار این شاخص کمتر باشد، بهتر است.
برای سرمایه‌گذاری عملکرد انرژی ساختمان در وام مسکن، گواهینامه «برچسب‌های سپید» برای سرمایه‌گذاران مالی خصوصی، و بنا به حکم دولت ایالات متحده برای تأیید عملکرد انرژی ساختمان در برنامه‌هایی از قبیل انگیزه‌های مالیاتی فدرال، برنامه ستاره انرژی سازمان حفاظت از محیط‌زیست ایالات‌متحده و برنامه ساختمان وزارت انرژی آمریکا. شاخص HERS در سال ۲۰۰۶ معرفی شد و جایگزین «امتیاز HERS» پیشین شد که در جهت مخالف اجرا می‌شد: هرچه مقدار شاخص بیشتر باشد، بهتر است. در سال ۲۰۰۹، وزارت انرژی ایالات‌متحده مقیاس جدیدی به نام «مقیاس انرژی هوشمند خانگی (مقیاس E)» را بر اساس «شاخص HERS» و ظاهراً به‌سادگی با تفریق شاخص HERS از ۱۰۰ معرفی کرد. در این مقیاس جدید، مقادیر بالاتر بازهم نشانگر عملکرد بهتر است.

## ارزیابی‌های محاسبه‌شده و تأیید شده
ارزیابی‌های محاسبه‌شده برای صاحبان خانه و سازندگان، بهره‌وری یک‌خانه پس از ساخت یا ترمیم را برآورد خواهد بود، به‌گونه‌ای که می‌تواند مقرون‌به‌صرفه‌ترین مسیر به‌سوی افزایش بهره‌وری یک ساختمان را تعیین کند. رتبه‌بندی تأیید شده نشان می‌دهد ارزیاب انرژی باید بازدهی کنونی خانه را بازبینی کند. ارزیاب انرژی خانگی، خانه را برای شناسایی ویژگی‌های انرژی آن، از جمله سطوح عایق‌بندی، بازدهی پنجره، نسبت‌های دیوار به پنجره، بهره‌وری سیستم سرمایش و گرمایش، جهت‌گیری خورشیدی خانه و سیستم آب گرم مورد بازنگری قرار می‌دهد. آزمون عملکرد، مانند آزمایش در دمنده از لحاظ نشت هوا و نشت لوله معمولاً بخشی از سنجش است.

## ارزیاب موثق سیستم سنجش انرژی خانگی (HERS)
برای ارائه ارزیابی موثق انرژی خانگی به مشتریان سنجش مانند سازندگان یا صاحبان خانه، افراد باید ارزیاب موثق سیستم سنجش انرژی خانگی (HERS) باشند. روند تأیید شدن شامل مراحل زیر است:
- آموزش: نامزدهای ارزیاب باید در یک دوره آموزشی ارزیاب HERS که توسط ارائه‌دهنده آموزش RESNET برگزار می‌گردد، شرکت کنند. استاندارد صنعت برای آموزش HERS یک دوره ۴۰ ساعته است که ۵ تا ۱۰ روز طول می‌کشد؛ هرچند برخی از مربیان برنامه‌های آنلاین خودآموز را پیشنهاد می‌دهند. دانشجویان مبانی علم ساختمان، استفاده مناسب از نشت لوله و تجهیزات در دمنده، استانداردهای RESNET و اطلاعات مربوط به وام بازدهی انرژی را یاد می‌گیرند. داوطلبان برای موفقیت در آموزش ارزیاب، باید دو آموزش سنجش را تحت نظارت انجام دهند و آزمون ملی ارزیاب RESNET را پشت سر بگذارند. هیچ پیش‌نیازی برای افرادی که مایل به دریافت آموزش HERS و گذراندن آزمون ارزیاب ملی هستند، وجود ندارد. بااین‌حال، موضوع HERS دشوار است و روند یادگیری شاید برای افراد دارای پیش‌زمینه در صنعت ساخت‌وساز یا بازرسی خانه، سریع‌تر باشد. آزمون به‌صورت کتاب‌باز و جزوه‌باز است و دانشجویان می‌توانند از منابع وب برای پاسخ به پرسش‌ها بهره گیرند.
- مربیگری: پس از اتمام موفقیت‌آمیز دوره آموزشی RESNET، ارزیاب آینده باید به ارائه‌دهنده رتبه‌بندی RESNET بپیوندد تا از طریق سه رتبه‌بندی آزمایشی مورد مشاوره قرار گیرد. ارزیاب باید این سنجش‌ها را تحت نظارت و هدایت ارائه‌دهنده بگذراند. فرد پس از اتمام موفقیت‌آمیز هر سه رتبه‌بندی آزمایشی و هرگونه الزامات دیگری که ارائه‌دهنده مشخص کرده است، به یک ارزیاب موثق تبدیل خواهد شد.
- گواهینامه و توسعه حرفه‌ای: پس از اتمام دوره مربیگری ارزیاب آزمایشی و تبدیل‌شدن به یک ارزیاب HERS تأیید شده، ارزیاب‌ها حق عضویت سالانه خود را به ارائه‌کننده می‌پردازند به طوری که می‌توانند رتبه‌بندی‌های تأیید شده HERS را به ارائه‌دهنده ضمانت کیفی تسلیم نمایند و گزارش‌هایی برای مشتریان سازنده یا صاحب‌خانه خود تهیه کنند. سپس ارزیاب‌ها باید هر ۳ سال با گذراندن ۱۸ ساعت توسعه حرفه‌ای مورد تأیید RESNET (PDHs) گواهینامه خود را حفظ کنند. PDHها را می‌توان با حضور در جلسات آموزش فردی برگزار شده توسط ارائه‌دهندگان آموزش RESNET یا حضور در اجلاس عملکرد ساختمان RESNET کسب کرد.

## ضمانت کیفی
یکی از مهم‌ترین مولفه‌های سیستم رتبه‌بندی انرژی خانگی RESNET این است که ضمانت کیفی (QA) مکمل این فرایند است. ارائه‌دهندگان رتبه‌بندی RESNET باید ضمانت کیفی دست‌کم ۱۰٪ پرونده‌های رتبه‌بندی ارسالی برای صدور گواهینامه را به طور جامع بررسی کنند و ضمانت کیفی در محل را حداقل ۱٪ رتبه‌بندی‌های ارائه‌شده توسط یک ارزیاب را سالانه در محل بررسی کنند. این فرایند تضمین می‌کند رتبه‌بندی‌ها مطابق با استانداردهای RESNET صورت گرفته و شاخص HERS و سایر اسناد تائیدیه که با فایل رتبه‌بندی تولیدشده است، دقیق هستند. به علاوه،RESNET بررسی سالانه ضمانت کیفی ارائه‌دهندگان رتبه‌بندی را برای حصول اطمینان از مطابقت با استانداردهای RESNET هستند، ارائه می‌کند.